# Singer's Solitude/Verona Beat
Singer's Solitude è il decimo singolo del gruppo musicale italiano I Gatti di Vicolo Miracoli, pubblicato nel 1985.

## Descrizione
Il singolo, pubblicato dalla formazione a tre del gruppo veronese, comprendente Umberto Smaila, Nini Salerno e Franco Oppini, presenta sul lato A un nuovo brano, Singer's Solitude, composto da Salvatore Fabrizio e Umberto Smaila, mentre sul lato B una nuova registrazione del loro cavallo di battaglia Verona Beat, già pubblicato nell'album I Gatti di Vicolo Miracoli del 1979 e in due singoli precedenti.
Singer's Solitude è la sigla dell'ultima edizione del 1985 del quiz televisivo Help! in onda su Italia 1, cui I Gatti di Vicolo Miracoli partecipavano.

## Tracce
1. Singer's Solitude – 4:20 (Salvatore Fabrizio, Umberto Smaila)
2. Verona Beat – 4:00 (Nini Salerno, Umberto Smaila)

Durata totale: 8:20

## Formazione
- Umberto Smaila
- Nini Salerno
- Franco Oppini